# La Herrera
La Herrera község Spanyolországban, Albacete tartományban. Lakosainak száma 303 fő (2024).

## Földrajza
La Herrera Albacete, Balazote, Pozuelo, Lezuza és Barrax községekkel határos.

## Népesség
A település lakosságának változását az alábbi diagram mutatja:
| Lakosok száma | 385  | 355  | 351  | 350  | 356  | 349  | 340  | 326  | 311  | 303  |
|               | 2001 | 2004 | 2006 | 2009 | 2011 | 2014 | 2016 | 2019 | 2021 | 2024 |